# Funktion-One
Funktion-One ist ein britischer Audiotechnik-Hersteller. Funktion-One wurde 1992 von Tony Andrews und John Newsham gegründet. Das Magazin Rolling Stone zählt Tony Andrews zu den 50 wichtigsten Personen der Electronic Dance Music. Sein Unternehmen verfolgt das Ziel, nicht nur die hergestellten Lautsprecher zu optimieren, sondern die gesamte Audio-Kette. Deshalb entwickelte die Firma aufeinander abgestimmte Komponenten. Funktion-One fördert fachwissenschaftliche Projekte.

## Produkt
Die Funktion-One-Lautsprecher sind über das Gehäuse optimiert und verfügen als eine der wenigen professionellen Lautsprecher über keine Frequenzkurven-Entzerrung (EQ). Bei einer Untersuchung elektronischer Tanzmusik im akademischen Umfeld wurde ein Soundsystem von Funktion-One verwendet. Auch bei der wissenschaftlichen Analyse eines Programms zur Musikerkennung für Mobiltelefone und Smartphones – Shazam (Dienst) – wurde mit Systemen von Funktion-One experimentiert. Entsprechendes gilt für eine Untersuchung elektronischer Tanzmusik, bei der ethnografisches Material aus Hongkong eingesetzt worden ist. Das Soundsystem von Funktion-One wurde von einigen Fachpublikationen wie Audio Media International, DJ Mag und Beatport erwähnt und bewertet.

## Patente
Das Unternehmen hält folgende Patente:
| Bezeichnung | Veröffentlichungsnummer          | Auch veröffentlicht unter                           | Erfinder                                                          |
| --- | -------------------------------- | --------------------------------------------------- | ----------------------------------------------------------------- |
| Loudspeaker | US6650760 B1                     | DE60043248D1, EP1069803A2, EP1069803A3, EP1069803B1 | Anthony J Andrews, Toby C. C. Hunt, John Newsham                  |
| Loudspeaker bracket US 20140301580 A1 | US20140301580 A1                 | CN104105015A, EP2787745A1                           | Anthony John Andrews, Toby Charles Collingwood Hunt, John Newsham |
| Sound reinforcement enclosure employing cone loudspeaker with annular central loading member and coaxially mounted compression driver US 4836327 A | US4836327 A (Turbosound Limited) | EP0289593A1, EP0289593A4, WO1988003744A1            | Anthony J. Andrews, Toby C. Hunt, John Newsham                    |
| Adaptor for coupling plural compression drivers to a common horn US 4882562 A                                                                      | US4882562 A (Turbosound Limited) | –                                                   | Anthony J. Andrews, Toby C. Hunt                                  |
| Adaptor for coupling plural compression drivers to a common horn CA 1283867 C                                                                      | CA1283867 C (Turbosound Limited) | DE3784289D1, fünf weitere                           | Anthony J. Andrews, Toby C. Hunt                                  |

## Bedeutung
In Deutschland sind Veranstaltungsorte wie das Berghain in Berlin, die Halle 02 in Heidelberg, der Fusion Club in Münster und viele weitere Clubs mit dem System ausgestattet. Auf den Festivals Melt und Fusion kommen die Systeme zum Einsatz. In der Musikszene zählt das Soundsystem von Funktion-One zur Spitzenklasse.